# Pfaff
Pfaff ima več pomenov.

## Osebnosti
Priimek več osebnosti.
- Adam Pfaff (1820—1886), nemški zgodovinar in publicist.
- Alfred Pfaff (1926—2008), nemški nogometaš.
- Christian Pfaff (1770—1845), nemški trgovec.
- Christian Pfaff (igralec) (*1968), nemški igralec.
- Christoph Heinrich Pfaff (1772—1852), nemški kemik in profesor.
- Christoph Matthäus Pfaff (1686—1760), nemški evangelistični teolog.
- Dieter Pfaff (*1947), nemški igralec in režiser.
- Dieter Pfaff (pravnik) (*1934), nemški pravnik.
- Erich Pfaff (1930—2011), romunski profesor, ravnatelj in politik.
- Eva Pfaff (*1961), nemška tenisačica.
- Florian Pfaff (*1957), nemški častnik in pacifist.
- Fridrich Pfaff (1855—1917), nemški zgodovinar, germanist in bibliotekar.
- Friedrich Pfaff (1825—1886), nemški geolog in mineralog.
- Georg Michael Pfaff (1823—1893),nemški industrialec.
- Günther Pfaff (*1939), avstrijski kanuist.
- Hans Ulrich Vitalis Pfaff (1824—1872), nemški matematik in profesor.
- Heinrich Pfaff (1794—1845), nemški politik.
- Heinrich Pfaff, nemški nogometni trener.
- Heinrich Ludwig Pfaff (1765—1794), nemški evangelistični teolog, pridigar in učenjak.
- Helga Pfaff (*1929), nemška avtorica radijskih iger.
- Hermann von Pfaff (1846—1933), nemški politik.
- Hildegard Pfaff (*1952), nemški politik.
- Holger Pfaff (*1956), nemški sociolog.
- Ivo Pfaff (1864—1925), avstrijski pravni zgodovinar.
- Jean-Marie Pfaff (*1953), nemški nogometaš, vratar.
- Johann Christoph Pfaff (1651—1720), nemški teolog, filozof in dekan.
- Johann Friedrich Pfaff (1765—1825), nemški matematik, brat J. W. A. Pfaffa.
- Johann Leonhard Pfaff (1775—1848), nemški škof.
- Johann Wilhelm Andreas Pfaff (1774—1835), nemški matematik, fizik in astronom, brat J. F. Pfaffa.
- Karl Pfaff (1795—1866), nemški pedagog in zgodovinar.
- Kristen Pfaff (1967—1994), ameriška glasbenica.
- Leopold Pfaff (1837—1914), avstrijski profesor.
- Lina Pfaff (1854—1929), nemška podjetnica, hči G. M. Pfaffa.
- Luk Pfaff (*1981), nemški igralec.
- Martin Pfaff (*1939), nemški politik
- Michael Pfaff (*1988), nemški hokejist.
- Philipp Pfaff (1713—1766), nemški zobozdravnik.
- Siegfried Pfaff (1851—1928), nemški kemik.
- Siegfried Pfaff (*1931), nemški avtor radijskih iger in dramaturg.
- Victor Pfaff (*1941), nemški odvetnik.
- William Pfaff (*1928), ameriški pisatelj in novinar.